# Lonicera biflora
Espèce
Classification phylogénétique
Lonicera biflora est une espèce de chèvrefeuilles de la famille des Caprifoliacées.
Il est nommé Soltan er Rhabe en arabe, Anaref en berbère, et communément chèvrefeuille blanchâtre.

## Description
C'est un arbuste à tiges volubiles et feuilles opposées.
Les fleurs sont blanchâtres

## Habitat
Lonicera biflora  est présent en Afrique du Nord, au Maroc et en Algérie.
Il serait aussi présent en Espagne dans le delta de l'Ebre.